# Josep Maria Font i Espina
Josep Maria Font i Espina (Vic, 21 d'abril de 1928) és un guionista i director de cinema català.

## Filmografia

### Com a guionista
- Vamos a contar mentiras (1961)
- Cristo fusilado (1961)
- El balcón de la Luna (1962)
- Tierra de todos (1962)
- Castillos de Segovia (1963)
- Caterpillar, contribuye al desarrollo del Plan Nacional de Carreteras (1964)
- Diálogos de la paz (1965)
- El arte de casarse (1966)
- El arte de no casarse (1966)
- El Baldiri de la costa (1968)
- En busca de Santiago Rusiñol (1969) (Televisió)
- Salmo, una catedral para un pintor (1969)
- El abogado, el alcalde y el notario (1969)

### Com a director
- Cristo fusilado (1961)
- Castillos de Segovia (1963)
- Caterpillar, contribuye al desarrollo del Plan Nacional de Carreteras (1964)
- Diálogos de la paz (1965)
- El arte de casarse (1966)
- El arte de no casarse (1966)
- El Baldiri de la costa (1968)
- Salmo, una catedral para un pintor (1969)
- El abogado, el alcalde y el notario (1969)
- En busca de Santiago Rusiñol (1969) (TV)
- Un error judicial (1974)